# I Pennac - Indagini in famiglia
I Pennac - Indagini in famiglia (Les Pennac(s)) è una serie televisiva francese di genere poliziesco trasmessa dal 2022 al 2024 dall'emittente France 3. In Italia è stata trasmessa da Giallo nel 2024.

## Trama
Durante le sue indagini, il capitano Annabelle Pennac è costretto a collaborare con suo padre, il capitano in pensione e riservista Hannibal Pennac, ma una disputa li mette l'uno contro l'altro perché Hannibal è sempre stato un padre molto assente. Nel corso della loro nuova collaborazione, però, quest'ultimo si impegna molto per rimediare e diventare un buon padre e un buon nonno per Léa e Louis, i figli di Annabelle.

## Personaggi e interpreti
- Annabelle Pennac, interpretata da Julie-Anne Roth. Capitano della polizia.
- Hannibal Pennac, interpretato da Christian Rauth. Capitano in pensione e riservista, padre di Annabelle.
- Maud Faivre, interpretata da Isabel Otero. Commissario.
- Sonia Ayed, interpretata da Fejria Deliba. Commissario.
- Nadine Smercesky, interpretata da Marie-Sohna Condé. Brigadiere capo.
- Dr David Beger, interpretato da Matthieu Penchinat. Medico legale.
- Léa Poggio-Pennac, interpretata da Alexia Chicot. Figlia di Annabelle e Marco.
- Louis Poggio-Pennac, interpretato da Valentin Pinette. Figlio di Annabelle e Marco.
- Marco Poggio, interpretato da Emanuele Giorgi. Ex marito di Annabelle Pennac.

## Episodi
| Stagione       | Episodi | Prima TV Francia | Prima TV in italiano |
| -------------- | ------- | ---------------- | -------------------- |
| Prima stagione | 8       | 2022-2024        | 2024                 |